# Bachillerato Elemental

## Bachillerato Elemental en España
La Ley de Ordenación de la Enseñanza Media de 1953 sustituyó el Bachillerato Universitario preexistente y reformado en 1938 por el primer gobierno del general Franco  por  una enseñanza media en dos grados:
- Un Bachiller Elemental de cuatro cursos, que el alumno no podía empezar antes de los 10 años y
- Un Bachiller Superior de dos cursos, para el cual el alumno debía tener 14 años..

Además esta ley añadió el curso preuniversitario para los estudiantes que querían acceder a la Universidad
La Ley de 1953 vino a superponerse a la Ley de Bases de Enseñanza Media y Profesional de 1949 que creó por primera vez un Bachiller Laboral de cinco años y que según la propia ley era «equiparable» a los cuatro primeros años del Bachillerato Universitario.
El Decreto de 6 de julio de 1956, estableció los procedimientos de convalidación entre el Bachiller Elemental y Laboral. Además creó un Bachillerato Superior Laboral de dos años.
Con la Orden de 1 de octubre de 1956 «se crean estudios nocturnos para obtener el grado de bachillerato elemental dirigidos a los trabajadores, que por su ocupación no pueden asistir durante la jornada laboral al Instituto».
Hay que  esperar a la Ley 16/1967 para ver unificado el primer ciclo de enseñanza media para todos los alumnos en España. El plan de estudios, con las materias de cada curso se publicó en el Decreto 1106/1967.
Para acceder al bachillerato, el alumno debía superar un examen de ingreso y para finalizar esta etapa escolar debía aprobar la reválida de cuarto o también llamada del Bachillerato elemental, que otorgaba el título de Bachiller elemental, el estudiante lograba el acceso a la segunda etapa de la enseñanza media, el  Bachillerato Superior, que era una de las antesalas necesarias para la entrada en la Universidad.
Durante sus estudios, el alumno que no lograba superar el curso en junio recibía tareas para realizar durante el verano y en septiembre debía presentar las tareas encomendadas realizadas  y realizar al examen de la convocatoria extraordinaria, para poder acceder al siguiente curso debía tener como máximo dos asignaturas pendientes de cursos anteriores.
La disposición transitoria cuarta de la Ley 14/1970 (Ley General de Educación) señalaba textualmente:
«Se autoriza al Ministerio de Educación y Ciencia para sustituir en, el más breve plazo posible las pruebas del grado del Bachillerato elemental, y a medida que se vaya implantando el Bachillerato unificado y polivalente», de esta manera, se ponía fin a los estudios de Bachiller Elemental.

### Legislación
1. ↑   LEY DE 26 DE FEBRERO DE 1953 sobre Ordenación de la Enseñanza Media (BOE, 27 de febrero de 1953)
2. ↑  LEY DE 16 DE JULIO DE 1949 de Bases de Enseñanza Media y Profesional (BOE, 17 de julio de 1949)
3. ↑  Decreto de 6 de julio de 1956 sobre coordinación de las Enseñanzas medias y creación del Bachillerato Laboral Superior. (BOE, 11 de agosto de 1956)
4. ↑  Orden de 1 de octubre de 1956 por la que se desarrolla el Decreto de 26 de julio de 1956 sobre establecimiento de Secciones filiales y la organización de Estudios nocturnos en los Institutos Nacionales de Enseñanza Media (BOE, 28 de octubre de 1956)
5. ↑  Ley 16/1967, de 8 de abril, sobre unificación del primer ciclo de la Enseñanza Media (BOE, 11 de abril de 1967)
6. ↑  Decreto 1106/1967, de 31 de mayo, para el establecimiento de un nuevo plan de estudios del Bachillerato Elemental (BOE, 2 de junio de 1967)
7. ↑  Ley 14/1970, de 4 de agosto, General de Educación y Financiamiento de la Reforma Educativa (BOE, 6 de agosto de 1970)